# アンドレ・ブレイク
アンドレ・ブレイク（Andre Blake、1990年11月21日 - ）は、ジャマイカ・メイ・ペン出身のプロサッカー選手。サッカージャマイカ代表。フィラデルフィア・ユニオン所属。ポジションはGK。

## 経歴

### クラブ
コネチカット大学卒業後、2014年のMLSスーパードラフトで、フィラデルフィア・ユニオンに1位指名された。2015年8月のモントリオール・インパクト戦でプロデビュー。

### 代表
2014年3月のバルバドス戦でジャマイカ代表デビュー。2014年のカリビアンカップでは優勝を果たし、自身もゴールデングローブを受賞した。

## タイトル

### クラブ
フィラデルフィア・ユニオン
- サポーターズ・シールド：2020

### 個人
- MLSイズ・バック・トーナメントゴールデングローブ (1):2020 [6]
- MLSイズ・バック・トーナメントベストイレブン (1):2020[7]
- MLSオールスター (2):2016, 2019[8]
- MLSベストイレブン (2): 2016[9], 2020[10]
- MLSゴールキーパーオブザイヤー (2): 2016[11], 2020
- CONCACAFゴールドカップゴールデングローブ (1): 2017
- CONACACAFゴールドカップベストイレブン (1): 2017
- カリビアンカップゴールデングローブ (1): 2014

### 代表
- カリビアンカップ: 2014